# Groupe WBL 689
Le groupe WBL689 comprend au moins quatre galaxies situées dans la constellation des Poissons. La distance moyenne entre ce groupe et la Voie lactée est d'environ 65,7 Mpc (∼214 millions d'al). 

## Nomenclature
Un catalogue de 732 groupes de galaxies rapprochés et pauvres en membres a été publié en mai 1999 par Richard A. White, Mark Bliton, Suketu P. Bhavsar, Patricia Bornmann, Jack O. Burns, Michael J. Ledlow et Christen Loken.
La désignation employée pour les groupes de ce catalogue consiste dans le trigramme de lettres, de la première lettre du nom des auteurs, suivi :
- d'un numéro de groupe de trois chiffres (des nombres 001 à 732) ;
- d'un (éventuel) trait d'union ;
- puis d'un à trois derniers caractères permettant d'identifier le numéro de la galaxie (mais en pratique souvent absents) dont la désignation est par la suite indiquée.

Le catalogue indique aussi les coordonnées du groupe et le nombre de constituants de celui-ci.

## Membres
Le tableau ci-dessous liste les quatre galaxies du groupe WBL689. Ces galaxies ne sont pas identifiées dans le catalogue de White et al., mais on peut déduire qu'il s'agit de NGC 7396, NGC 7397, NGC 7398 et NGC 7402 en consultant la base de données NASA/IPAC.  
| Nom      | Classification | Type         | α (J2000.0)      | δ (J2000.0)      | Vitesse radiale (km/s) | Magnitude apparente | Distance (Mpc) | Dimension (kal) |
| -------- | -------------- | ------------ | ---------------- | ---------------- | ---------------------- | ------------------- | -------------- | --------------- |
| NGC 7396 | Sa pec         | Spirale      | 22h 52m 22.6360s | 01° 05′ 32.580″  | 4926 ± 2               | 12,9                | 67,2 ± 4,7     | 190             |
| NGC 7397 | SB(rs)0/a      | Lenticulaire | 22h 52m 46.6980s | 01° 07′ 58.040″  | 4714 ± 3               | 14,2                | 64,1 ± 4,5     | 73              |
| NGC 7398 | SA(r)a?        | Spirale      | 22h 52m 49.2720s | 01° 12′ 04.050″  | 4732 ± 1               | 13,6                | 64,4 ± 4,5     | 123             |
| NGC 7402 | S0 pec?        | Lenticulaire | 22h 53m 04.4797s | 01° 08′ 40.4797″ | 4919 ± 4               | 14,5                | 67,1 ± 4,7     | 50              |

Le site DeepskyLog permet de trouver aisément les constellations des galaxies mentionnées dans ce tableau ou si elles ne s'y trouvent pas, l'outil du site constellation permet de le faire à l'aide des coordonnées de la galaxie. Sauf indication contraire, les données proviennent du site NASA/IPAC.